# Ezequiel Palomeque
Ezequiel Palomeque Mena (sinh ngày 7 tháng 10 năm 1992 ở Quibdó) là một cầu thủ bóng đá người Colombia (hậu vệ) hiện tại thi đấu cho Deportivo Cali.